# Хамзали
 Тази статия е за днешното струмишко полско село.  За бившето подогражденско село вижте Хамзали (Огражден).  
Хамзали или Долно Хамзали (на македонска литературна норма: Хамзали, местното произношение на името е Амзалѝя) е село в община Босилово на Северна Македония.

## География
Селото е разположено в Струмишкото поле, в южното подножие на Огражден на пътя Струмица – Берово.

## История
Името на селото е производно от личното име Амза (Хамза) със суфикса -ли(я).
Селото е ново, бежанско, възстановено на мястото на напуснатото през 1937 година подогражденско село Хамзали. В 1953 година в селото живеят 254 жители – 157 македонци, 13 турци, 6 цигани, 1 сърбин и 77 други. Жителите на селото в 1961 година са 303 – 233 македонци, 4 турци, 2 албанци, 1 сърбин и 60 други. В 1971 година жителите са 81.
Според преброяването от 2002 година селото има 22 жители.
| Националност | Всичко |
| македонци    | 12     |
| албанци      | 0      |
| турци        | 8      |
| роми         | 0      |
| власи        | 0      |
| сърби        | 2      |
| бошняци      | 0      |
| други        | 0      |

## Хамзалийски манастир
Край старото село е разположен мъжкият Хамзалийски манастир „Св. св. Климент и Наум Охридски“. В 2000 година е построена каменната църква на манастира във византийски стил. В 2003 година са построени и сградите на манастира с параклис, посветен на Свети Григорий Палама.

## Личности
Починали в Хамзали
- Гено Йотов Генов, български военен деец, капитан, загинал през Втората световна война[5]
- Стефан Никифоров Хубанов, български военен деец, ветеринарен подпоручик, загинал през Първата световна война[6]